# Michał Dąbrowski (duchowny)
Michał Dąbrowski (ur. w 1759, zm. 22 grudnia 1846) – polski duchowny rzymskokatolicki oraz działacz oświatowy, ksiądz, dziekan, kanonik honorowy lwowski, kanonik zamojski, w 1841 mianowany Opatem Żółkiewskim.
Był proboszczem i dziekanem w Brzeżanach, m.in. w latach 1815, 1816, 1817. 5 grudnia 1819 odprawił instalację na probostwo w Buczaczu, gdzie podobnie sprawował urząd dziekana buczackiego.
W latach 1824–1826, 1828, 1830–1833, 1836, 1838, 1841 oraz 1844–1846 był wicedyrektorem bazyliańskiego gimnazjum w Buczaczu. 24 grudnia 1846 został pochowany na cmentarzu miejskim w Buczaczu obok kaplicy Potockich.